# Sequencer
 Ikke at forveksle med Sequence.
En sequencer er et program til at lave et musik i.
Der medfølger mange gange plugins (Virtuelle instrumenter).
Det mest kendte sequencere er:
Mac:
Logic, garage band.
Microsoft Windows:
Cubase, Ableton live, (Og lidt nemmere sequencer) Fl studio.
Mange sequencere koster mellem 1000-15.000 kr., men der findes også gratis sequencere, den mest kendte og brugte hedder REAPER.
Via den lærer man hvad en "rigtig" sequencer.
I det største pladestudier bruger man sequencere som "Pro tools HD" som er en sequencer der kun virker via speciel hardware og Nuendo. Som er en større udgave af cubase, som kun bruges til recording fra cubases side. Derimod er det muligt ved at købe noget ekstra udstyr så den virker komplet som en sequencer.